# Adam Perelle

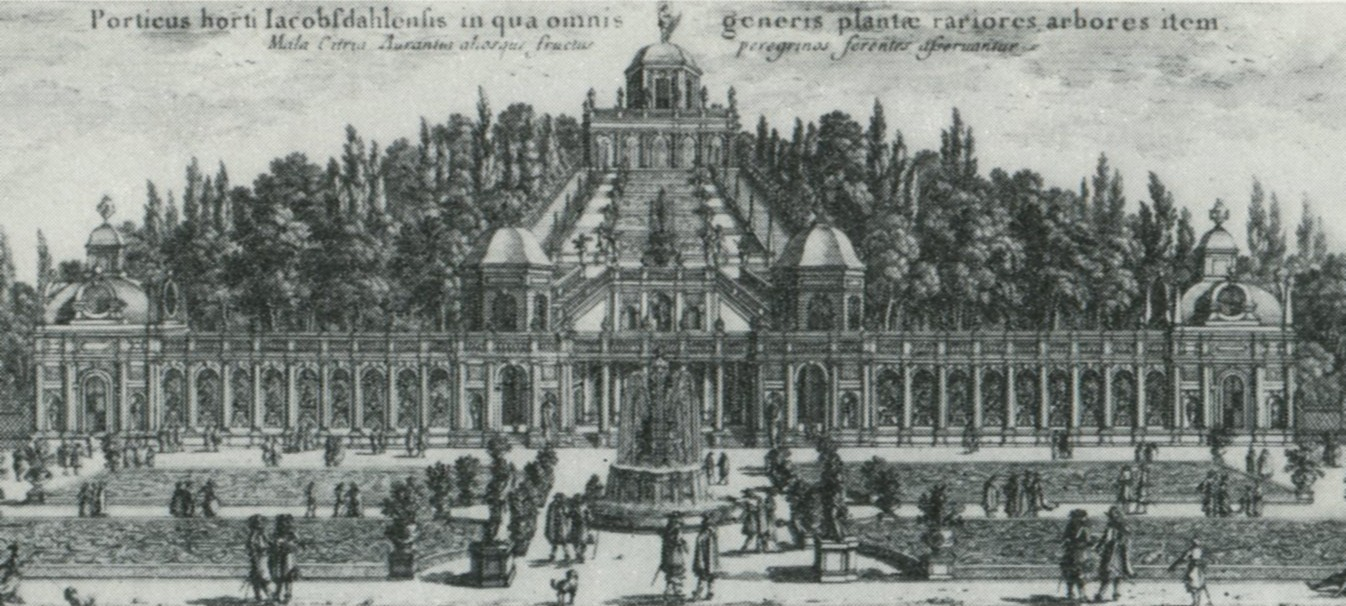
Ulriksdals slottspark, växthuset nedanför Mons Mariae, kopparstick av Adam Perelle i Suecia antiqua et hodierna.

Adam Perelle, född 8 oktober 1640 i Paris, död 23 mars 1695 i Paris, var en fransk tecknare och kopparstickare.
Han var son till Gabriel Perelle (1604-1677), som var hantverkare och tryckare av topografiska vyer, och yngre bror till Nicolas Perelle (1631-1695), som var målare och gravör.
Adam Perelle var elev till sin far och därefter hans medhjälpare. Liksom sin bror graverade han kopparstick med vyer över landskap och monument. Han erhöll titeln gravör av kungen, Ludvig XIV av Frankrike, även kallad solkungen och som var kung 1643-1715, och han undervisade i teckning och målning i förnäma kretsar. En av hans elever var hertigen av Bourbon, Louis de Bourbon, Prince de Condé, Louis III de Bourbon-Condé (1668-1710), barnbarn till 4:e prinsen av Condé, kallad Louis, Grand Condé och känd som den store Condé, Louis II av Bourbon (1621-1686). Det är svårt att urskilja produktionen av far och son. Enligt Nicole Garnier-Pelle är sonens stil lite mer robust och kompakt än hos fadern. Av familjen Perelle har totalt 1.300 graverade landskap identifierats.
År 1667 undertecknade han ett kontrakt med Eric Dahlbergh om att utföra illustrationer till bokverket Karl X Gustavs historia (De rebus a Carolo Gustavo Sveciae rege gestis), utgiven av Samuel von Pufendorf, och till Eric Dahlberghs bokverk Suecia Antiqua et hodierna. För dessa två verk stack han 13 planscher över olika bataljer samt 32 bilder med utsikter och byggnader. När han slutade arbeta för Suecian 1685 var han den franske kopparstickare som var inblandad i framställningen av bokverket.
Perelle är representerad vid Nationalmuseum i Stockholm med två gravyrplåtar till Suecia antiqua

## Bilder (urval)

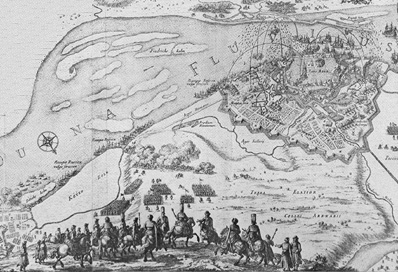
Belägringen av Riga 1656.
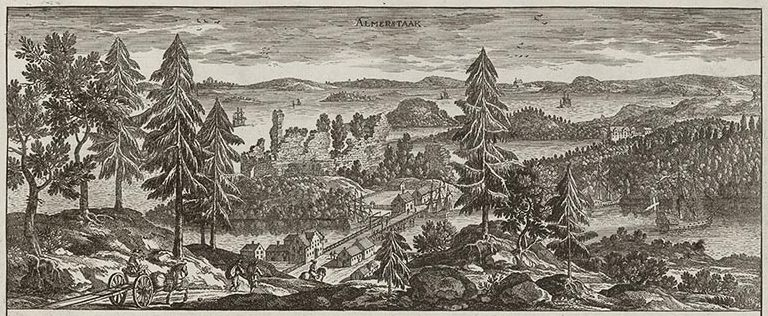
Almare-Stäkets borg på 1660-talet i Suecia Antiqua et hodierna.
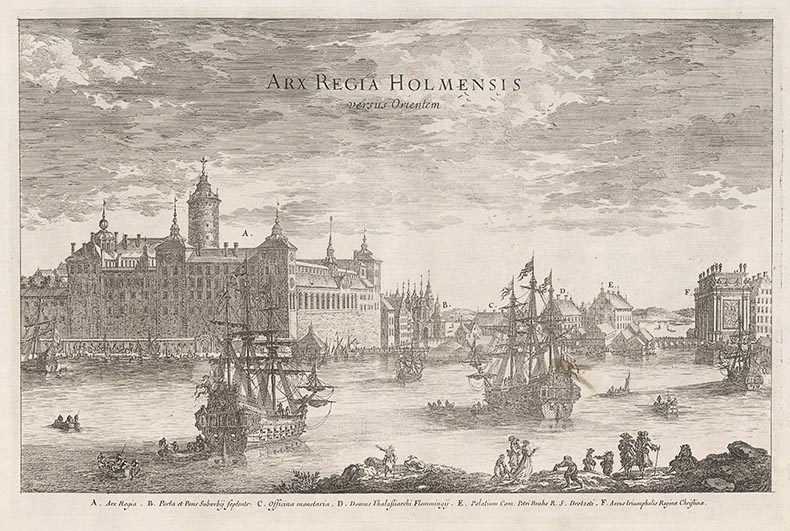
Slottet Tre kronor i Stockholm, 1670-1674, i Suecia Antiqua et hodierna.
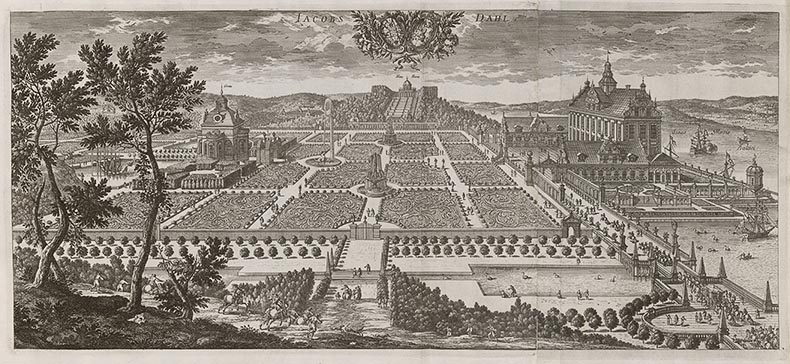
Ulriksdals lustträdgård på 1670-talet i Suecia Antiqua et hodierna.
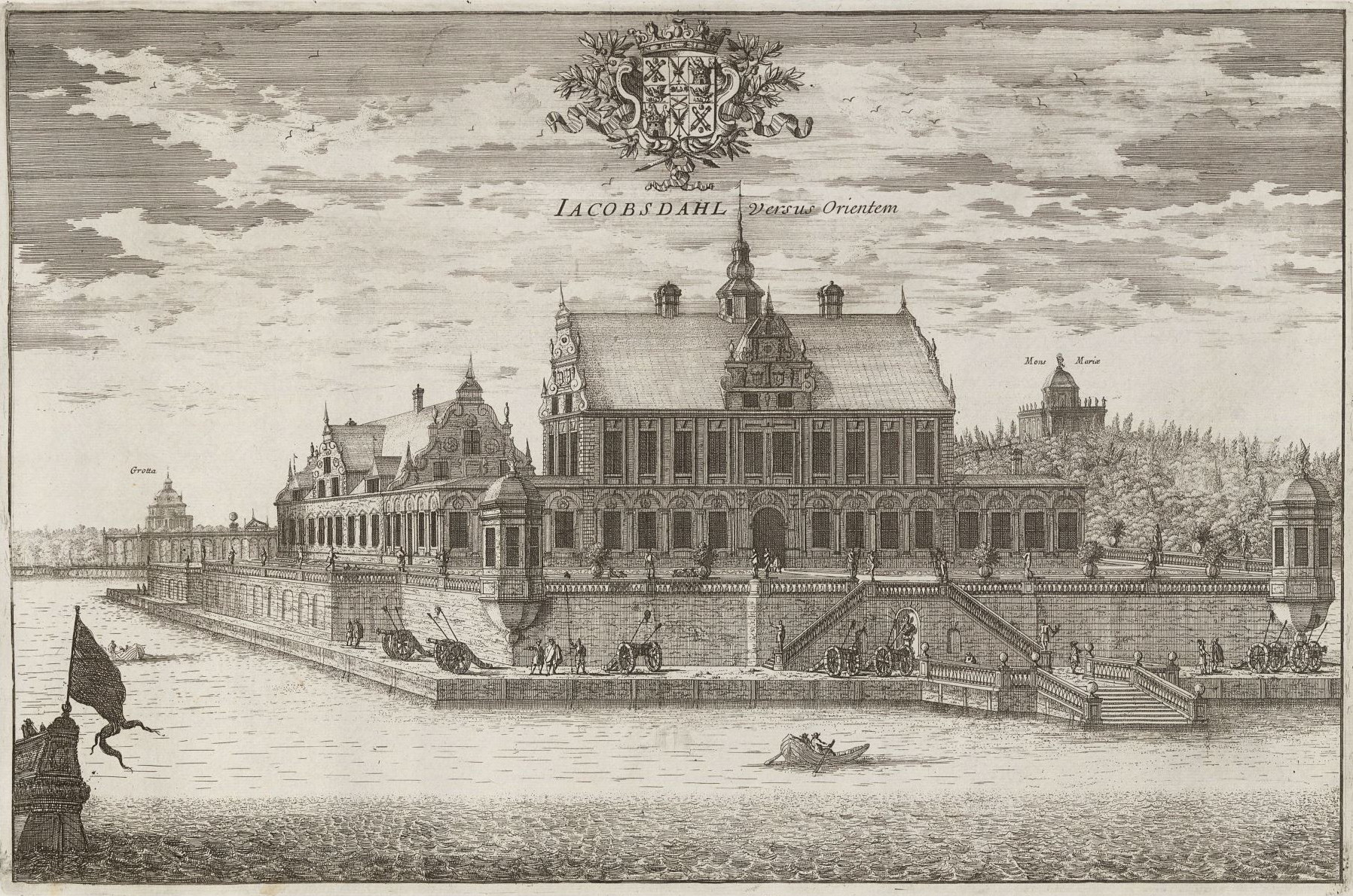
Ulriksdals slott på 1670-talet i Suecia Antiqua et hodierna.
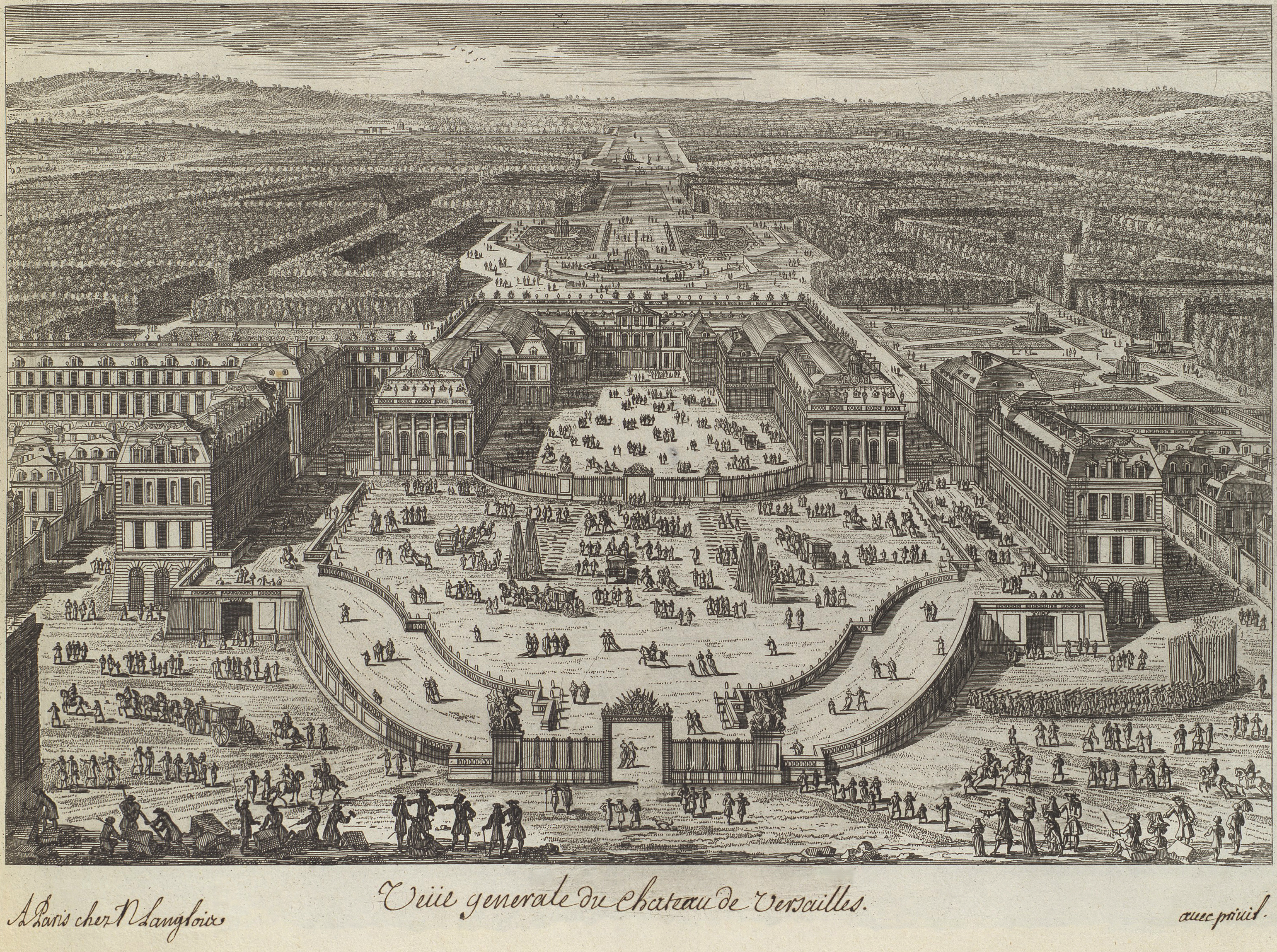
Vy över Versailles, Paris, cirka 1680. Metropolitan Museum of Art, New York.
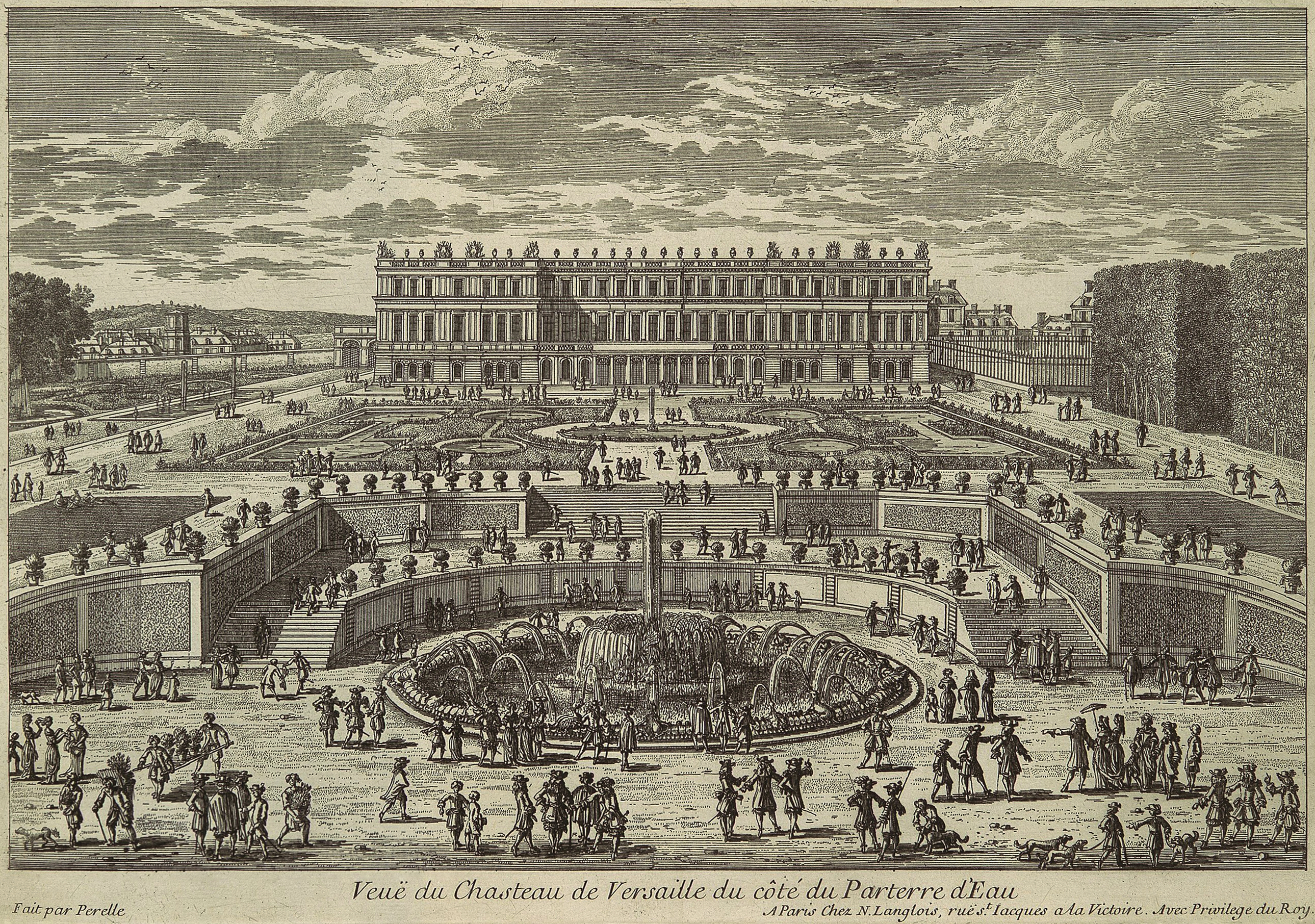
Versailles, Paris, trädgårdsfasaden, 1680-talet. Metropolitan Museum of Art, New York.
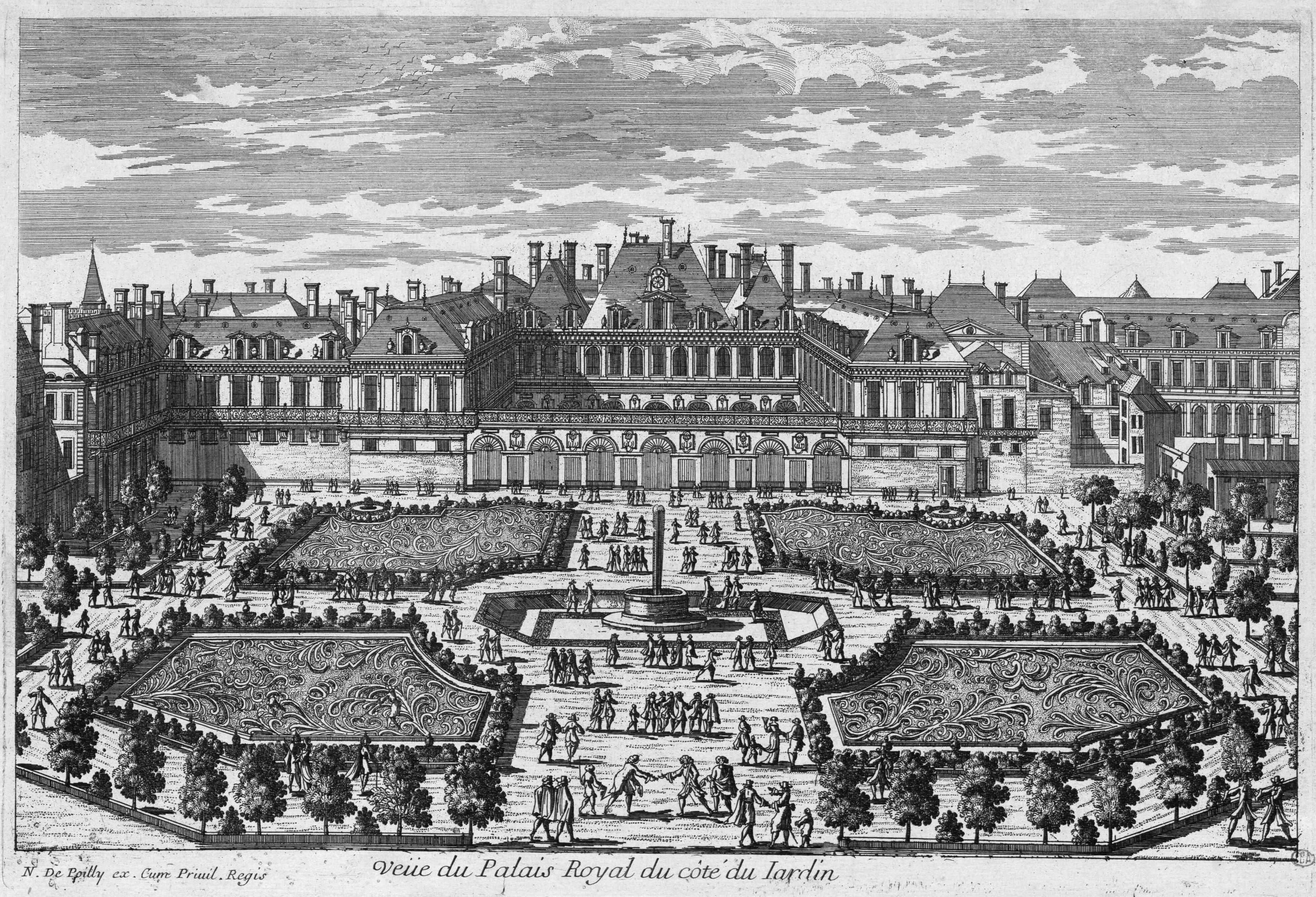
Vy över Palais Royal, Paris, omkring 1680.
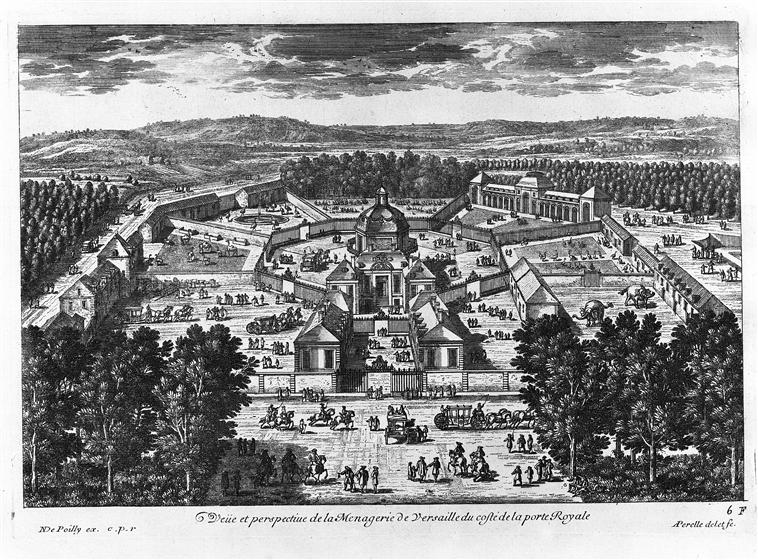
Vy och perspektiv över menageriet vid Versailles vid La Porte Royale.
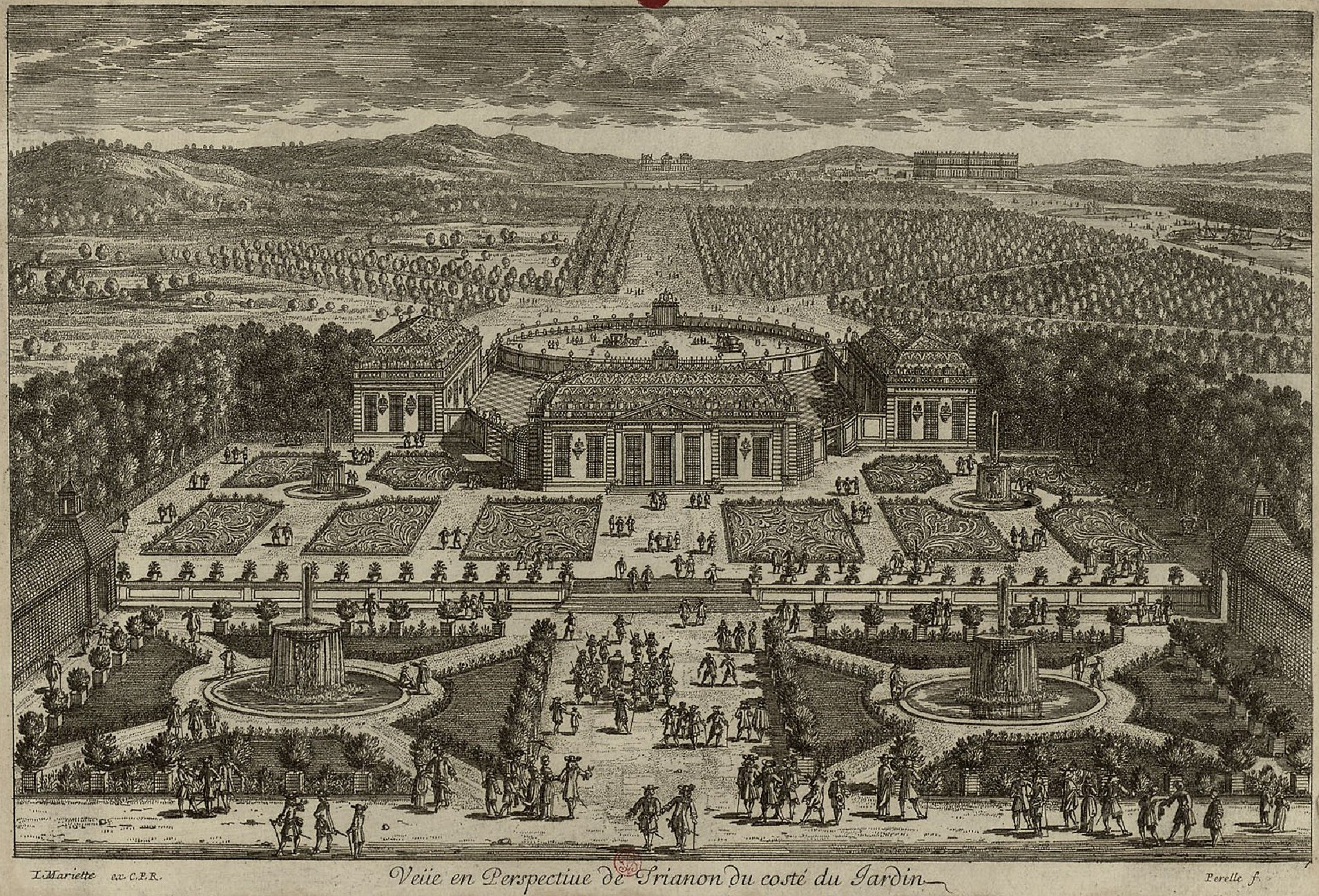
Perspektivvy av Grand Trianon, Versailles, och dess parterrer.
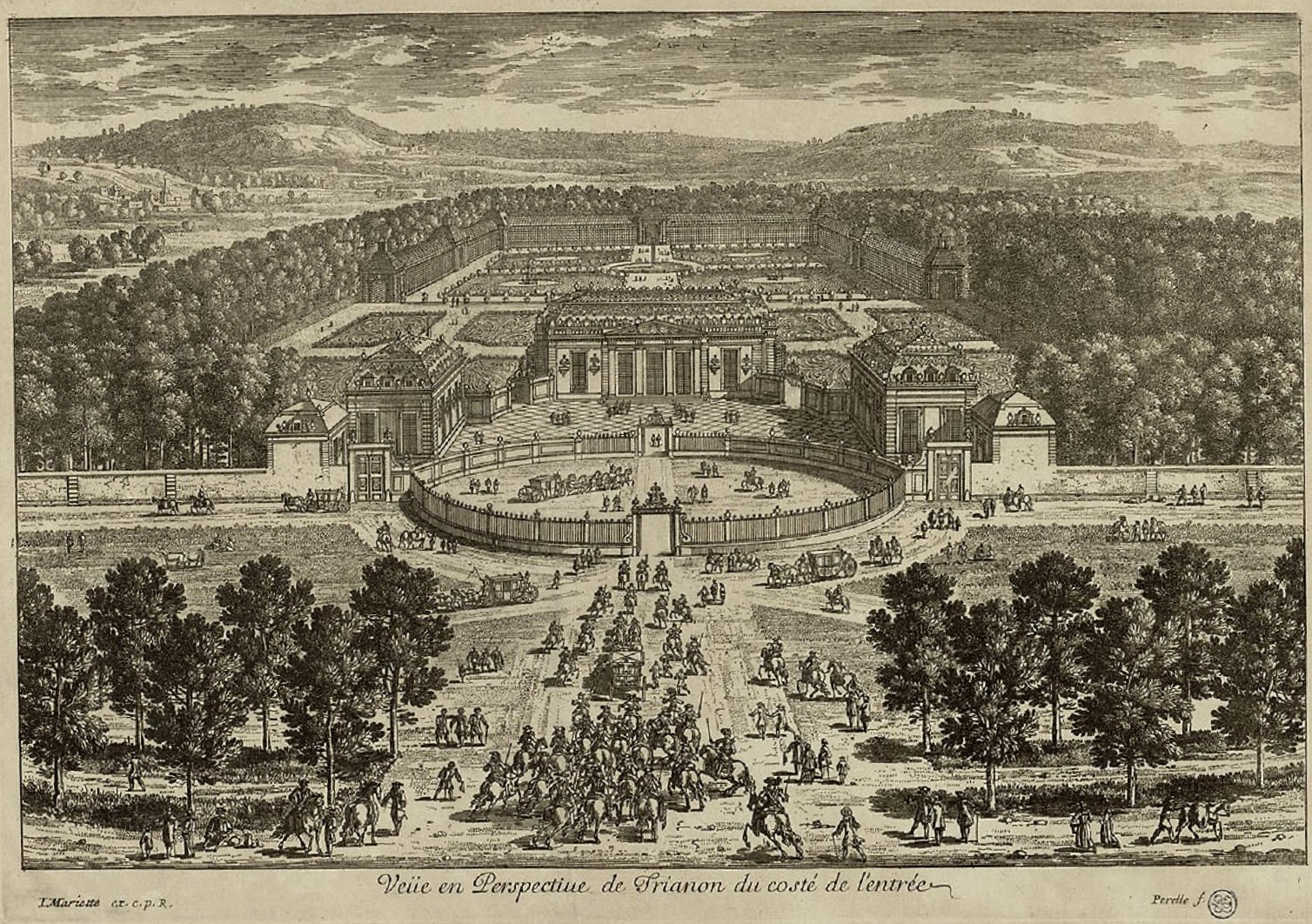
Perspektivvy av Grand Trianon, Versailles, nära ingången.

### Allmänna källor
- Svenskt konstnärslexikon del IV sid 386, Allhems Förlag, Malmö. LIBRIS-ID:8390296